# Cryptachaea porteri
Cryptachaea porteri là một loài nhện trong họ Theridiidae.
Loài này thuộc chi Cryptachaea. Cryptachaea porteri được Richard C. Banks miêu tả năm 1896.